# Anthrenus israelicus
Anthrenus israelicus es una especie de escarabajo de piel del género Anthrenus, categorizada en la tribu Anthrenini, de la subfamilia Megatominae. Mide aproximadamente 2,5-2,8 mm de longitud.

## Distribución
Se distribuye por Asia: Israel.

## Taxonomía
Fue descrita por Háva en 2004.